# فرهاد بيربال

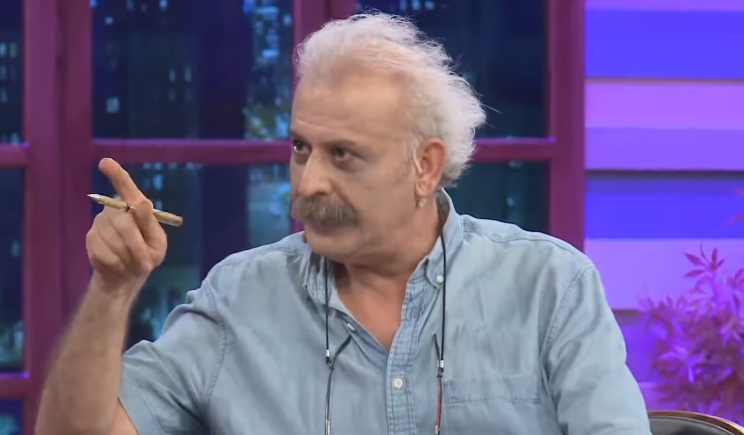
فرهاد بيربال (2018)

فرهاد بيربال (من مواليد 20 أغسطس 1961 في أربيل عاصمة إقليم كردستان العراق)  كاتب وباحث وأستاذ  كردي عراقي.

## حياته
تخرج فرهاد بيربال من جامعة السليمانية عام 1984، ثم التحق باتحاد كتاب الجبال في نفس العام، ونشر كتابه الأول فيها وكانت مسرحية بعنوان «وداعا يا وطني»، ثم ذهب إلى ألمانيا ثم إلى الدنمارك حيث مكث لمدة سنتين فيها. ثم بضمان من الحكومية فرنسية من قبل المعهد الكردي في باريس ذهب إلي فرنسا.
عاد فرهاد إلى كردستان العراق في تشرين الأول عام 1994، بعد أسبوع من حصوله على الدكتوراه في جامعة السوربون، وفي عام 1994 عين في قسم «تاريخ الأدب الكردي الحديث» في جامعة صلاح الدين.
لطالما انتقد فرهاد الأكراد بسبب عدم فهمهم لأعماله. في 14 يوليو 2019، أضرم فرهاد بيربال النار في مكتبة منزل الوفاء، قائلاً إنه فعل ذلك لأنه لم يُمنح حقوق أعماله. واعتقل بسبب هذا الفعل ثم أفرج عنه من المحكمة وفي 19 كانون الأول 2020 اعتذر للوكالة. وبعد طرده من الجامعة عام 2017، بموجب مرسوم صادر عن مجلس الوزراء في 28 يونيو 2020، أعيد إلى جامعة صلاح الدين.

## الحياة العائلية
تزوج فرهاد بيربال لأول مرة من تَرزه جاف، وأنجب منها ابنة وابنًا باسماء رودان وتنوك. وانفصل فيما بعد. ثم تزوج في عام 2016 من ألا دلشاد وهي خريجه من كلية الحقوق بجامعة الحياة. وفي نفس العام انفصلوا.

## المهنة والأنشطة
أثناء وجوده في الدنمارك وألمانيا، كان بيربال رئيسًا لقسم الأدب، وكمراسل وعضو في هيئة تحرير للعديد من المجلات مثل خَرمانه ونودَم في ستوكهولم، ويكجرتن ودروازة في الدنمارك، وهيوا في باريس والعديد من المجلات الأخرى، عندما عاد إلى إقلیم كردستان في عام 1994 كان مسؤولاً عن صفحات جريدة كردستان نوئ ومحرر «مجلة الترجمة» التي كانت تصدرها وزارة الثقافة، وشارك في العديد من المجلات والمنشورات الأخرى ككاتب أو محرر.